# 丁噻隆
丁噻隆（英語：Tebuthiuron）是一种尿素类非选择性广谱除草剂，由美国陶氏益农公司生产与销售，用于控制木本与草本杂草。丁噻隆由植物的根吸收，转运到叶中，抑制光合作用。
美国环保署认定丁噻隆对地下水有巨大的污染作用，因其高的可溶性，低的土壤颗粒吸附性，以及在土壤中的高稳定性（在土壤中半衰期为360天）。欧洲在2002年11月起就已禁售丁噻隆